# Sylvia Kibet
Pour les articles homonymes, voir Kibet (homonymie).
Sylvia Jebiwott Kibet (née le 28 mars 1984) est une athlète kényane, spécialiste du fond.

## Palmarès
| Date | Compétition                     | Lieu      | Discipline | Place | Temps          |
| ---- | ------------------------------- | --------- | ---------- | ----- | -------------- |
| 1999 | Championnats du monde jeunesse  | Bydgoszcz | 1 500 m    | 2e    | 4 min 24 s 43  |
| 2006 | Finale mondiale de l'athlétisme | Stuttgart | 3 000 m    | 5e    | 8 min 40 s 59  |
| 2007 | Jeux africains                  | Alger     | 5 000 m    | 3e    | 15 min 06 s 39 |
| 2007 | Championnats du monde           | Osaka     | 5 000 m    | 4e    | 14 min 59 s 26 |
| 2007 | Finale mondiale de l'athlétisme | Stuttgart | 3 000 m    | 5e    | 8 min 46 s 10  |
| 2007 | Finale mondiale de l'athlétisme | Stuttgart | 5 000 m    | 2e    | 14 min 57 s 37 |
| 2008 | Championnats du monde en salle  | Valence   | 3 000 m    | 4e    | 8 min 41 s 82  |
| 2008 | Jeux olympiques                 | Pékin     | 5 000 m    | 3e    | 15 min 44 s 96 |
| 2008 | Finale mondiale de l'athlétisme | Stuttgart | 3 000 m    | 6e    | 8 min 50 s 55  |
| 2008 | Finale mondiale de l'athlétisme | Stuttgart | 5 000 m    | 6e    | 15 min 00 s 03 |
| 2009 | Championnats du monde           | Berlin    | 5 000 m    | 2e    | 14 min 58 s 33 |
| 2010 | Championnats du monde en salle  | Doha      | 3 000 m    | 4e    |                |
| 2011 | Championnats du monde           | Daegu     | 5 000 m    | 2e    |                |
| 2012 | Championnats du monde en salle  | Istanbul  | 3 000 m    | 4e    |                |

## Meilleurs temps
Ses meilleurs temps sont :
- 1 500 m : 	4 min 08 s 57 à Nairobi 	27/06/2009
- 3 000 m : 	8 min 40 s 09 à Stuttgart 10/09/2006
- Deux Milles : 	9 min 16 s 62 à Bruxelles 14/09/2007
- 5 000 m : 	14 min 37 s 77 à Oslo 	03/07/2009
- 10 000 m : 	30 min 47 s 20 à Utrecht 	14/06/2009
- 10 km sur route : 31 min 40 à Marseille 	01/05/2009